# Ładunek (fizyka)
Ładunek – własność fizyczna każdego ciała, która określa, jak to ciało zachowuje się wobec określonego oddziaływania. Jest to jedno z pojęć podstawowych fizyki.
W mechanice klasycznej dla grawitacji i elektromagnetyzmu ładunek ciała pomnożony przez potencjał w punkcie, w którym znajduje się to ciało, daje w wyniku energię potencjalną tego ciała.
Istnieją cztery podstawowe rodzaje oddziaływań fizycznych, zatem powinny istnieć cztery podstawowe rodzaje ładunku. W istocie jednak za jedno oddziaływanie może odpowiadać kilka ładunków.

## Grawitacja
W oddziaływaniu grawitacyjnym występuje tylko jeden ładunek, którym jest masa. Masa jednocześnie określa bezwładność ciała, chociaż z teorii grawitacji Newtona nie wynika, by masa jako miara bezwładności musiała być ładunkiem grawitacji.
W ogólnej teorii względności Einsteina ładunkiem grawitacji jest czteropęd, a masa jest jedynie jedną z jego składowych. W myśl zasady równoważności masa grawitacyjna jest zawsze równa masie bezwładnej. Masa nie może być ujemna i może przyjmować dowolne nieujemne wartości rzeczywiste. W teoriach pól kwantowych antycząstki poszczególnych cząstek mają taką samą masę, jak cząstki wyjściowe.

## Elektromagnetyzm
Oddziaływanie elektromagnetyczne ma tylko jeden ładunek (ładunek elektryczny), który w teorii klasycznej zachowuje się bardzo podobnie do ładunku grawitacyjnego (masy), jednak jest skwantowany (może przyjmować tylko dyskretne wartości). Ładunek może być również ujemny. Ładunek o najmniejszej niezerowej wartości bezwzględnej mają kwarki d, s i b – jedną trzecią ładunku elektronu. Przyczyny kwantowania ładunku elektrycznego nie są znane; Paul Dirac zaproponował istnienie monopolu magnetycznego, które m.in. wymusza kwantowanie ładunku.
Elektromagnetyzm posiada też drugi hipotetyczny ładunek magnetyczny. Występuje on tylko w tych teoriach, które postulują istnienie monopoli magnetycznych. Standardowe teorie nie przewidują jego istnienia. Warto odnotować, że elektrodynamika Maxwella może być bardzo łatwo przekształcona do postaci, w której występują monopole. Istnieje też uderzająca symetria pomiędzy polem elektrycznym a magnetycznym, której jedynym słabym punktem jest fakt, że monopoli nie zaobserwowano. Gdyby ładunek magnetyczny istniał, to byłby skwantowany tak samo, jak elektryczny. Antycząstki miałyby ładunek przeciwny do wyjściowych cząstek.

## Słabe oddziaływanie jądrowe
Ładunek oddziaływań słabych dla cząstek i antycząstek nie jest określony prostym wzorem. Dana cząstka może mieć zerowy ładunek słaby a jej antycząstka – niezerowy. Jest on skwantowany i jego cechą charakterystyczną jest fakt, że zależy od spinu cząstki. Zależność ta nie ma charakteru tensorowego, co stanowiło poważny problem teoretyczny. Neutrina i elektrony lewoskrętne mają ładunek słaby równy {\displaystyle -1/2,} antyneutrina i pozytony prawoskrętne {\displaystyle +1/2,} natomiast prawoskrętne elektrony i neutrina oraz lewoskrętne pozytony i antyneutrina – zerowy. Oznacza to, że nasza przestrzeń nie podlega symetrii odbić zwierciadlanych. Można powiedzieć w przenośni, że niektóre z cząstek elementarnych przypominają „śrubki” – są „nagwintowane” zawsze w tę samą określoną stronę.
Teoria oddziaływań elektrosłabych traktuje elektromagnetyzm i oddziaływanie słabe jako przejaw jednej podstawowej siły. Występują w niej dwa ładunki – słaby izospin {\displaystyle I} i hiperładunek {\displaystyle Y.} Ładunek elektryczny {\displaystyle Q} jest ich kombinacją {\displaystyle (Q=I_{3}+{\tfrac {Y}{2}}),} sprzężenia z bozonami W zależą od izospinu, natomiast z bozonem Z są dane przez bardziej skomplikowane wyrażenia.

## Silne oddziaływanie jądrowe
Ładunek oddziaływania silnego nazywa się ładunkiem kolorowym lub kolorem. W pewnym sensie są to 3 ładunki, z których każdy może przyjmować wartości –1, 0 i 1. Ładunki te dla wartości dodatnich nazywa się często umownie czerwonym, zielonym i niebieskim, natomiast dla ujemnych: antyczerwonym, antyzielonym i antyniebieskim. Ciała o zerowych ładunkach kolorowych określa się wtedy jako białe. (Te „kolory” nie mają rzeczywistego związku z barwami światła. Trzy kolory określa się też jako czerwony, niebieski i biały, a Roger Penrose proponuje czerwony, żółty i niebieski, których mieszanie może dać pomarańczowy, zielony i purpurowy.) Kwarki tworzące materię mają ładunki kolorowe równe 1. Każdy kwark może więc występować w trzech odmianach: czerwonej, zielonej i niebieskiej, jednak zwykle traktuje się je jako jedną cząstkę. Antykwarki mają kolory: antyczerwony, antyzielony i antyniebieski. Gluony (nośniki oddziaływania silnego) mają ładunki podwójne: jeden kolor i jeden antykolor. Przykładowo istnieje gluon czerwono-antyniebieski. Istnieją też gluony, które w pewnym sensie byłyby neutralne (np. czerwono-antyczerwony), ale tylko dwa.
Wszystkie znane cząstki oprócz kwarków i gluonów są białe. Nie zaobserwowano żadnej cząstki swobodnej o niezerowym ładunku kolorowym, zatem wysnuto hipotezę, że cząstki kolorowe mogą istnieć tylko w stanach związanych, które jako całość są białe (hipoteza uwięzienia kwarków).
Niektóre teorie wielkiej unifikacji postulują istnienie bozonów X, które mają ładunek kolorowy jak kwarki.